# Circle of Serbian Sisters
Circle of Serbian Sisters var en kvinnoförening grundad 1903 i kungariket Serbien och aktiv till 1942 i kungariket Jugoslavien. 
Föreningen grundades av en grupp kvinnor i Belgrad. Bland dess grundare fanns Mabel Grujić, gift med hovmannen och diplomaten Slavko J. Grujić, Nadežda Petrović, Delfa Ivanić, och Savka Subotić. 
Dess syfte var att bedriva välgörenhet bland alla slaviska folkslag på Balkan utifrån en tanke om sydslavisk enlighet och solidaritet, och därför accepterade föreningen medlemmar från alla slaviska länder och alla religioner. Parallellt med sin välgörenhet verkade föreningen även för reformer i kvinnors rättigheter, så som kvinnors lika rätt till utbildning, arbete, lön och arv, och samarbetade från 1906 med andra kvinnoföreningar för dessa mål. Från 1926 höll föreningen universitetskurser för kvinnor. 
Föreningen var populär på grund av sitt välgörenhetsarbete, och är berömd för sitt aktiva deltagande i krigsansträngningen under Balkankrigen och första världskriget, då det bland annat utbildade sjuksköterskor och gjorde insamlingar till förmån för soldaterna. Dess aktivism för kvinnors rättigheter ogillades däremot, men eftersom dess medlemmar kom från överklassen och bland annat kungliga hovet, kunde myndigheterna inte ingripa mot den. 
Det var den största kvinnoföreningen i Serbien jämsides med Women's Society of Belgrade. Efter andra världskriget försvann båda föreningarna och ersattes av Women's Antifascist Front of Yugoslavia. Föreningen upplöstes av Milan Nedićs naziststödda regering 1942 sedan dess ordförande Delfa Ivanić vägrat kollaborera, och upplöstes slutgiltigt efter kommunisternas maktövertagande 1946 såsom en förening för överklasskvinnor. 
Efter 1990 grundades en del lokala föreningar med samma namn, i nära samarbete med den serbiska ortodoxa kyrkan. 